# Aphelinus japonicus
Aphelinus japonicus är en stekelart som beskrevs av William Harris Ashmead 1904. Aphelinus japonicus ingår i släktet Aphelinus och familjen växtlussteklar.
Artens utbredningsområde är Thailand. Inga underarter finns listade i Catalogue of Life.